# Carex willdenowii
Espèce
Classification phylogénétique
Carex willdenowii est une espèce des plantes du genre Carex et de la famille des Cyperaceae.
Cette espèce est nommée en hommage à Carl Ludwig Willdenow.